# بيل إكريسلي
بيل إكريسلي (بالإنجليزية: Bill Eckersley)‏ مواليد 16 يوليو 1925 في إنجلترا - الوفاة 25 أكتوبر 1982 في بلاكبرن، كان لاعب كرة قدم إنجليزي كان يلعب كمدافع. سبق له أن لعب في كأس العالم لكرة القدم مع منتخب بلاده.

## المسيرة الاحترافية

### أندية لعب لها
- بلاكبيرن روفرز

## روابط خارجية
- بيل إكريسلي على موقع ناشيونال فوتبول تيمز (الإنجليزية)
- بيل إكريسلي على موقع عالم كرة القدم.نت (الإنجليزية)